# Rosemary Valero-O’Connell

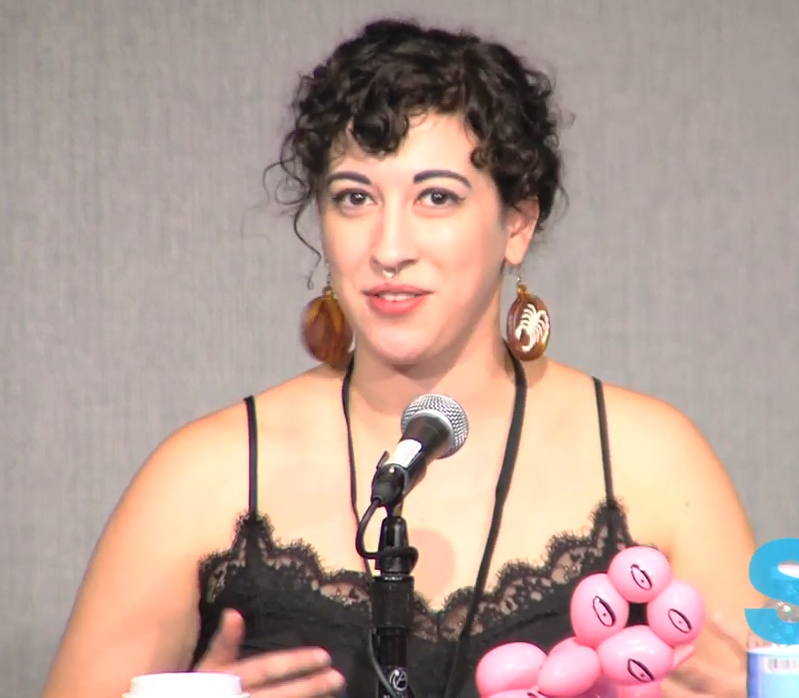
Rosemary Valero-O'Connell auf der Small Press Expo 2019

Rosemary Valero-O’Connell (* 28. Oktober 1994 in Minneapolis, Minnesota) ist eine US-amerikanische Comiczeichnerin und Illustratorin.

## Biographie
Rosemary Valero-O’Connell wurde am 28. Oktober 1994 in Minneapolis geboren. Sie studierte Comickunst am Minneapolis College of Art and Design, Valero-O'Connell schloss ihr Studium mit einem Bachelor of Fine Arts ab.
Seit 2015 illustrierte Valero-O’Connell verschiedene Comicreihen für Boom! Studios und DC Comics. In den Jahren 2015 und 2016 zeichnete die Comickünstlerin einige Ausgaben von Lumberjanes bei Boom! Studios, 2017 trug sie zu Cave Carson Has a Cybernetic Eye von DC Comics bei.
Nach den Texten von Mariko Tamaki zeichnete Valero-O’Connell die Geschichte Laura Dean und wie sie immer wieder mit mir Schluss macht. Die Graphic Novel erschien 2019 bei First Second, im gleichen Jahr veröffentlichte der Carlsen Verlag die deutsche Übersetzung von Annette von der Weppen. Der Comic spielt vor dem Hintergrund der vielfältigen und queeren Gemeinschaft rund um die Berkeley High School. Die 16-jährige Frederica „Freddy“ Riley ist in die anziehende aber auch egozentrische Laura Dean verliebt. Egal wie oft diese sich von ihr trennt, kehrt Freddy doch immer wieder zu Laura zurück, wenn dieser danach ist. Allerdings überspannt Laura den Bogen, als sie Freddy an einer Tanzveranstaltung am Valentinstag betrügt.
In dem Veröffentlichungsformat von ShortBox publizierte die Künstlerin zwei Comichefte im Selbstverlag. Im Jahr 2017 erschien ihr erster Beitrag What Is Left, 2020 folgte der Comic Don't Go Without Me. In letzterem sammelt Valero-O'Connell einige ihrer Kurzgeschichten, in denen sich die Comicautorin mit zwischenmenschlichen Beziehungen sowie Emotionen wie Liebe, Verlust oder Verlangen beschäftigt.

## Veröffentlichungen (Auswahl)
- What Is Left. Shortbox, Yorkshire 2017, 36 Seiten, Softcover mit Rückendrahtbindung.
- Laura Dean und wie sie immer wieder mit mir Schluss macht zusammen mit Rosemary Valero-O’Connell (Illustration). Carlsen Verlag, Hamburg 2019, 304 Seiten, Hardcover, ISBN 978-3-551-76590-1.
  - Laura Dean Keeps Breaking Up with Me. First Second, New York 2019, ISBN 978-1-250-31284-6.
- Don’t Go Without Me. Shortbox, Yorkshire 2020, 124 Seiten, Softcover, ISBN 978-1-916-09601-1.

## Rezeption
Für Brendan Kiely in The New York Times stellt Laura Dean Keeps Breaking Up With Me eine schöne und aufrichtige Erzählung über schwierige Beziehungen dar („sweet, wholehearted ode to on-again-off-again relationships“). Die Geschichte gewinne viel emotionale Kraft durch die Zeichnungen, etwa wenn textlose Sequenzen Freddy in ihrem Zimmer oder bei einem langen Spaziergang zeigen („well-earned emotional power of the story emerges in beautiful silences“). Der Comic greife geschickt auf vorherige Generationen der LGBT-Bewegung zurück, ohne dabei übermäßig politisch zu werden. In Publishers Weekly wird die Auseinandersetzung mit toxischen Beziehungen in Laura Dean Keeps Breaking Up With Me als scharfsinnig und umwerfend beschrieben („[t]his exploration of toxic relationships […] is, like its cast, sharp and dazzling“). Die schwungvollen und klaren Linien mit pinken Akzenten von Valero-O’Connell erzeugten eine atmosphärische Dichte voll persönlicher Details der Charaktere („[b]old, clean lines and pink highlights characterize rich art“).

## Auszeichnungen
- 2019: Harvey Award für Laura Dean Keeps Breaking Up With Me in der Kategorie „Best Children’s or Young Adult Book Award“
- 2019: Ignatz Award für Laura Dean Keeps Breaking Up With Me in den Kategorien „Outstanding Artist“ und „Outstanding Graphic Novel“
- 2020: Ignatz Award in der Kategorie „Outstanding Artist“
- 2020: Eisner Award für Laura Dean Keeps Breaking Up With Me in den Kategorien „Best Artist/Penciller/Inker or Penciller/Inker Team“ und „Best Publication for Teens (ages 13–17) (Beste Publikation für Jugendliche)“
- 2020: Youth Media Award für Laura Dean Keeps Breaking Up With Me in der Kategorie „Printz Honor book“[7]